# Hussain Shae'an
Hussain Abdoh Y Shae'an (in arabo حسين عبده الإلهحيد شائعأحد‎?; Arabia Saudita, 23 maggio 1989) è un calciatore saudita, portiere dell'Al-Okhdood.